# Zombie Influx
Zombie Influx – dwunasty album studyjny duetu muzycznego Nox Arcana powstały przy współpracy Jeffa Hartza. Wydany 15 września 2009 roku przez wytwórnię Monolith Graphics i Buzz-Works. Temat albumu skupia się wokół inwazji zombie.

## Lista utworów
| Nr  | Tytuł                  | Czas |
| --- | ---------------------- | ---- |
| 1.  | „Ground Zero”          | 3:15 |
| 2.  | „Satellite Radiation”  | 2:26 |
| 3.  | „Defcon Six”           | 1:42 |
| 4.  | „Creeping Death”       | 2:23 |
| 5.  | „Echoes of the Living” | 2:19 |
| 6.  | „Doomsday”             | 2:26 |
| 7.  | „The Feeding”          | 1:58 |
| 8.  | „Warning Signs”        | 0:44 |
| 9.  | „The Dawn”             | 3:32 |
| 10. | „Dead Run”             | 2:11 |
| 11. | „Post Mortem”          | 2:28 |
| 12. | „The Panic Spreads”    | 0:33 |
| 13. | „Transmutation”        | 2:32 |
| 14. | „The Pain of Dying”    | 2:38 |
| 15. | „Armageddon”           | 2:53 |
| 16. | „Dead Life”            | 2:26 |
| 17. | „Flesh Eaters”         | 3:04 |
| 18. | „Ravenous”             | 2:50 |
| 19. | „Zombie Influx”        | 2:48 |